# Белостокское сельское поселение
Белостокское се́льское поселе́ние — муниципальное образование в Одесском районе Омской области Российской Федерации.
Административный центр — село Белосток.

## История
Статус и границы сельского поселения установлены Законом Омской области от 30 июля 2004 года № 548-ОЗ «О границах и статусе муниципальных образований Омской области».

## Население
| 2010  | 2011  | 2012  | 2013  | 2014  | 2015  | 2016  |
| ----- | ----- | ----- | ----- | ----- | ----- | ----- |
| 1002  | →1002 | ↘997  | ↗1015 | ↗1036 | ↗1051 | ↗1074 |
| 2017  | 2018  | 2019  | 2020  | 2021  | 2023  |       |
| ↗1090 | ↗1100 | ↗1105 | ↘1078 | ↘1049 | ↘1036 |       |

## Состав сельского поселения
| № | Населённый пункт | Тип населённого пункта       | Население |
| - | ---------------- | ---------------------------- | --------- |
| 1 | Белосток         | село, административный центр | ↘1036     |